# Herkogamie

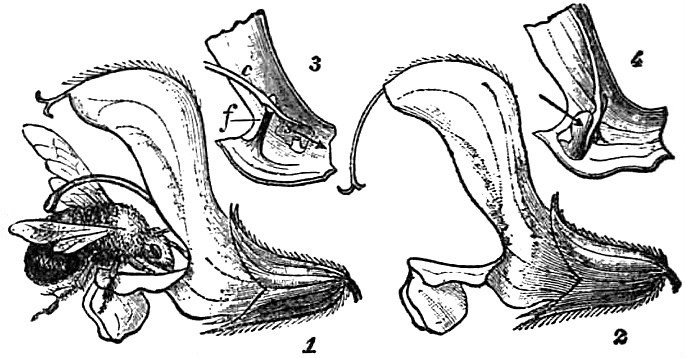
Herkogamie simple chez la Sauge des prés.

L'herkogamie (ou herchogamie ou hercogamie) (nom féminin, du grec ancien ἕρκος, hérkos, « barrière » et γάμος, gámos, « mariage »), désigne chez les angiospermes hermaphrodites, la séparation spatiale entre anthères (organes mâle) et stigmate(s) (organe femelle) limitant l'autofécondation et favorisant l'allogamie (pollinisation croisée).
Il existe deux formes d'herkogamie :
- L'herkogamie simple : l'ouverture du stigmate se trouve au-dessus des anthères. Ainsi les pollinisateurs sont d'abord en contact avec le stigmate avant d'atteindre le pollen des anthères. C'est la forme la plus commune, elle est associée à une large gamme de pollinisateurs.
- L'herkogamie inverse : le sommet des anthères dépasse l'ouverture du stigmate. Les visiteurs sont en contact avec le pollen des anthères en premier. Pour cette raison, l'herkogamie inverse facilite une dissémination de pollen plus importante que l'herkogamie simple. Ce type d'arrangement sexuel est typiquement associé à la pollinisation par les lépidoptères (papillons).